# Ballyvaghan
Ballyvaghan (iriska: Baile Uí Bheacháin) är en ort i republiken Irland.   Den ligger i grevskapet An Clár och provinsen Munster, i den centrala delen av landet, 190 km väster om huvudstaden Dublin. Ballyvaghan ligger 9 meter över havet och antalet invånare är 258.
Terrängen runt Ballyvaghan är platt norrut, men söderut är den kuperad. Havet är nära Ballyvaghan åt nordväst. Runt Ballyvaghan är det mycket glesbefolkat, med 3 invånare per kvadratkilometer. Närmaste större samhälle är Galway, 18,4 km norr om Ballyvaghan. Trakten runt Ballyvaghan består i huvudsak av gräsmarker.